# The Knife (band)

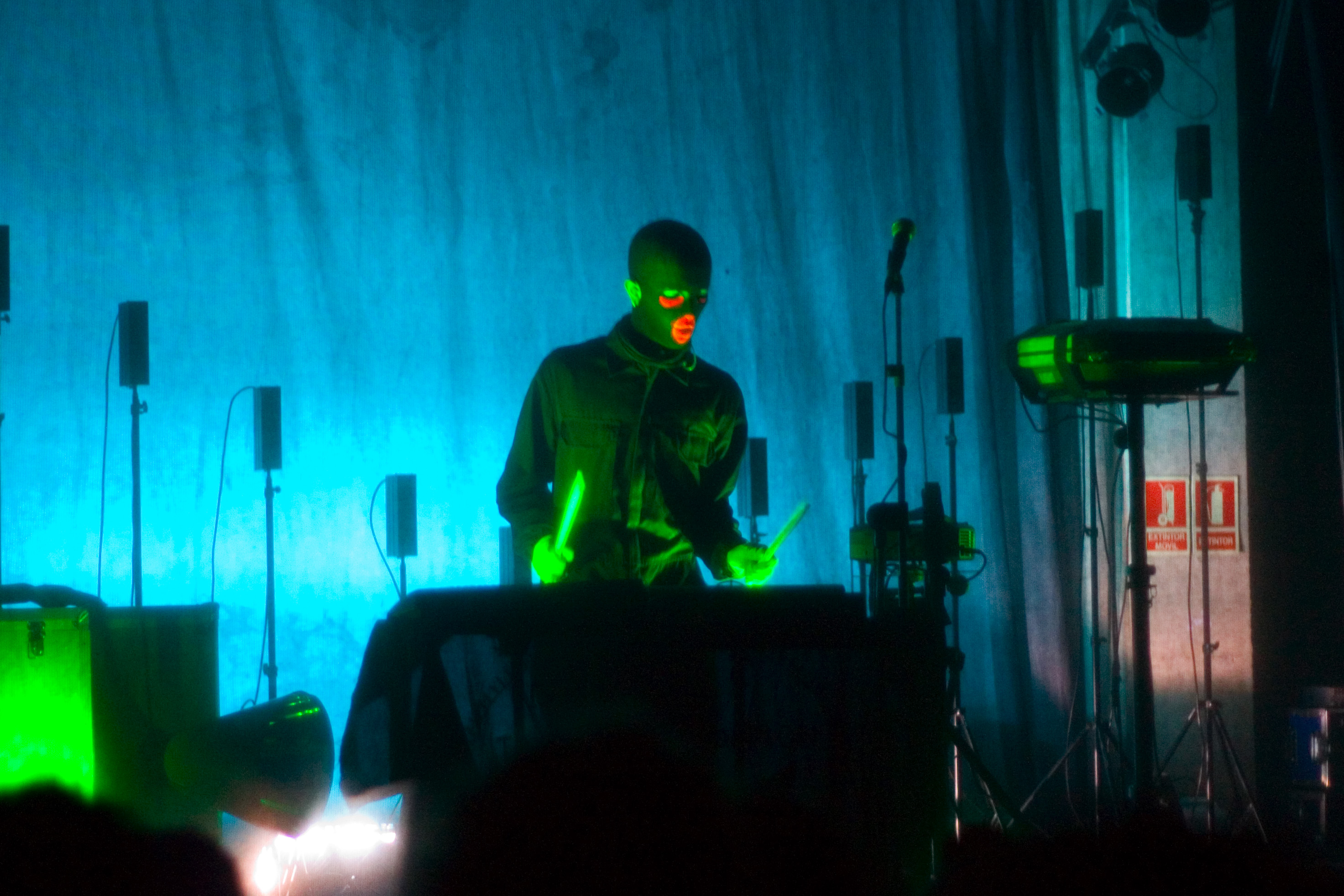
The Knife op Sonar 2006

The Knife is een electronic duo uit Zweden, gevormd in 1999. Het duo bestaat uit zus Karin Dreijer Andersson en broer Olof Dreijer. Ze hebben ook een eigen platenlabel met de naam Rabid Records. Karin speelde eerder in de groep Honey Is Cool.

## Biografie
The Knife wil zo min mogelijk met de media en de 'mainstream'-muziek te maken hebben. Het duo laat zich bijna niet in het openbaar zien en daarom hebben ze bij fotoshoots ook meestal een masker op. De maskers die het duo draagt kan je vergelijken met de maskers die worden gebruikt in de film Eyes Wide Shut. Ook doet het duo zelden optredens. Olof treedt wel op als dj onder de naam DJ Coolof.
The Knife won in 2003 een Grammy als beste popgroep. Ze boycotte de uitreiking door twee leden van de Guerrilla Girls de prijs op te laten halen in gorilla-pakken met erop geschreven het nummer 50. Dit deed The Knife om te protesteren tegen de mannelijke dominantie in de muziekindustrie. Ook hun album Deep Cuts was genomineerd voor een Grammy, maar won deze niet. In 2003 was de The Knife ook Artiest van de Week op de website HitQuarters.
The Knife kreeg meer bekendheid eind 2005 doordat hun nummer 'Heartbeats', in een coverversie van José González voor zijn album Veneer uit 2003 gebruikt werd door Sony in zijn Color Like No Other reclame voor Bravia-lcd-tv's. In 2006 werd het uitgebracht als single. The Knife reageerde daarop in een Dagens Nyheter artikel, en vertelde dat Sony een grote som geld had betaald om het nummer in de reclame te mogen gebruiken. Gezien de linkse ideologie en de niet-commerciële filosofie van het duo, boden ze hun excuses aan, maar stelden dat ze het geld gebruikten om hun platenlabel te vestigen.
The Knife had nog nooit live gespeeld, en ging in 2006 voor het eerst op tour en omdat verschillende shows wereldwijd uitverkocht waren, werd er een dvd gemaakt. De dvd, met als titel Silent Shout: An Audio Visual Experience kwam op 8 november 2006 uit in Zweden.
Bij de Grammis (de Zweedse versie van de Grammy's) in januari 2007 won The Knife alle zes categorieën waarin ze genomineerd waren: Componist van het jaar, muziek-dvd van het jaar, producer van het jaar, popgroep van het jaar, album van het jaar en artiest van het jaar. Ze waren desondanks bij de uitreiking niet aanwezig, naar eigen zeggen door diverse omstandigheden.
Karin zong mee met het nummer Slow van de Belgische rockband dEUS en met het nummer "What Else Is There" van het Noorse electroduo Röyksopp. Een remix van het nummer Heartbeats staat op het album van electroproducer Rex The Dog.
In december 2012 kondigde The Knife aan op hun website dat er in april 2013 een nieuw album uitkomt getiteld Shaking the Habitual. De eerste single van dat album, "Full of Fire", verscheen in januari. De band kondigde toen ook een tiental shows in Europa aan. Tegen het einde van de tour in augustus 2014 gaf de band aan na de tour te stoppen.

## Discografie

### Albums
- The Knife (2001)
- Deep Cuts (2003)
- Hannah med H Soundtrack (2003)
- Silent Shout (2006)
- Tomorrow, In A Year (2010)
- Shaking The Habitual (2013)

### Ep's
- Nedsvärtning (2002)
- Gender Bender EP (2004)
- The Knife (2004)

### Singles
- "Afraid of You" (2000)
- "N.Y. Hotel" (2001)
- "Got 2 Let U" (2002)
- "Nedsvärtning" (2002)
- "Heartbeats" (2002)
- "You Take My Breath Away" (2003)
- "Pass This On" (2003)
- "Handy-Man" (2003)
- "Silent Shout" (2006)
- "Marble House" (2006)
- "We Share Our Mothers' Health" (2006)
- "Like A Pen" (2006)
- "Christmas Reindeer" (2006) (gratis mp3 op internet uitgebracht)

### Dvd
- "Silent Shout: An Audio Visual Experience" (2006)